# يوهاندري أوروزكو
يوهاندري خوسيه أوروزكو كوخيا(بالإسبانية: Yohandry José Orozco Cujía)‏ مواليد 	19 مارس 1991 م هو لاعب كرة قدم فنزويلي يلعب بخانة الوسط المهاجم .

## روابط خارجية
- يوهاندري أوروزكو على موقع الاتحاد الدولي (مؤرشف)  (الإنجليزية)
- يوهاندري أوروزكو على موقع قاعدة بيانات كرة القدم.إي يو (الإنجليزية)
- يوهاندري أوروزكو على موقع بيانات كرة القدم. دي إي (الألمانية)
- يوهاندري أوروزكو على موقع ناشيونال فوتبول تيمز (الإنجليزية)
- يوهاندري أوروزكو على موقع Soccerway.com (الإنجليزية)
- يوهاندري أوروزكو على موقع عالم كرة القدم.نت (الإنجليزية)
- يوهاندري أوروزكو على موقع كووورة
- يوهاندري أوروزكو على موقع AS.com (الإسبانية)